# Trachylepis cristinae
Espèce
Trachylepis cristinae est une espèce de sauriens de la famille des Scincidae.

## Répartition
Cette espèce est endémique de l'île de d'Abd al Kuri dans l'archipel de Socotra au Yémen.

## Étymologie
Cette espèce est nommée en l'honneur de Cristina Grieco.

## Publication originale
- Sindaco, Metallinou, Pupin, Fasola & Carranza, 2012 : Forgotten in the ocean: systematics, biogeography and evolution of the Trachylepis skinks of the Socotra Archipelago. Zoologica Scripta, vol. 41, no 4, p. 346-362 (texte intégral).